# Heimweh nach der Gasse
Heimweh nach der Gasse ist der deutsche Titel des französischen Stummfilmdramas Gribiche, das Jacques Feyder 1925 mit dem jungen Jean Forest in der Titelrolle für Alexandre Kamenkas Gesellschaft Les Films Albatros inszenierte. Das Drehbuch dazu verfasste er selbst. Vorlage war eine Erzählung von Frédéric Boutet.

## Handlung
Der Arbeiterjunge Gribiche, Sohn der Kriegswitwe Belot, gibt einer reichen Amerikanerin ihre Handtasche voller Geld zurück, die sie im Kaufhaus hat liegen lassen. Gerührt von so viel Ehrlichkeit beschließt sie, ihn an Kindes statt anzunehmen. Seine Mutter, die in einer Fabrik arbeitet, gibt ihn schweren Herzens frei, glaubt sie doch, ihm so eine bessere Zukunft eröffnen zu können.
Die menschenfreundliche Madame Maranet aus Amerika, in Sorge um Gribiches Wohlergehen, verhängt über ihn einen mit Mathematik- und Literaturunterricht, Sport- und Musikstunden ausgefüllten, völlig durchorganisierten Tag. Gribiche muss feine Tischmanieren lernen, bekommt Speisen vorgesetzt, die er nicht kennt und trotzdem essen soll, darf nicht aufs Volksfest gehen und hat auch sonst nur noch wenig freie Zeit zum Spielen. Verständlich, dass er mehrmals versucht, aus dem Goldenen Käfig, in den er da eingesperrt wurde, auszureißen.
Als es ihm gelingt, nach Abfassen eines Abschiedsbriefs unbemerkt das Haus zu verlassen und zwei Angestellten von Madame Maranet zu entkommen, auf die er in einem Bistro trifft, findet er den Weg nach Hause, wo seine Mutter in der Zwischenzeit ihren Verehrer, den Vorarbeiter Phillippe Gavary, geheiratet hat. Der freut sich über Gribiches Rückkehr, und auch seine Gönnerin Madame Maranet hat ein Einsehen. Sie lässt ihn bei seiner Mutter und bezahlt ihm sogar weiter seine Ausbildung.

## Hintergrund
Der Spitzname Gribiche, den der Junge Antoine Belot trägt, ist nach dem Namen einer säuerlichen Soße gebildet, die man in der französischen Küche aus hartgekochtem Eigelb, Kapern, Gurken, Senf, Essig und Öl bereitet und zu Kalbskopf oder Sülzen, aber auch zu Fischgerichten, Krebsen oder anderen Schalentieren serviert.
Lenny Borger schrieb über das Projekt: “Feyder konzipierte das Projekt als ein Vehikel für Jean Forest, den Jungen aus Montmartre, den er entdeckt hatte und 1922 in Crainquebille und später noch in Visages d’enfants besetzte – drei Filme von unterschiedlicher Ambition, alle erleuchtet von einem der berührendsten Kinderschauspieler der Stummfilmära”.
Das Bühnenbild entwarf Lazare Meerson, die Aufnahmen leiteten Basile Kourotchkine und Basile Zriatchikoff. Henri Chomette assistierte der Regie. Die Photographie besorgten Maurice Desfassiaux und Maurice Forster.
Gribiche wurde in Paris am 26. März 1926 uraufgeführt. In die Kinos kam der Film dann ab dem 2. April 1926. Auch in Deutschland kam er 1926, hier als Heimweh nach der Gasse, heraus, in Österreich 1927 unter dem Titel Die aus erster Ehe. Am 22. Dezember 1928 erlebte er als Mother Of Mine seine amerikanische Premiere.

## Rezeption
Der Film wurde nach seiner Uraufführung von den Kritikern als „fantaisie charmante, faite de menus détails, de riens délicieux, de traits spirituels et émouvants“ eingeschätzt.
Er wurde besprochen von:
Alexander Platz : Leitrezension / FilmAnthologie 44.
Feyders Gribiche wurde, nach jahrelanger Recherchearbeit restauriert von der Cinémathèque française, 2008 auf dem 28. Festival Le Giornate del Cinema Muto in Pordenone zusammen mit seinem Film Les Nouveaux Messieurs  wieder aufgeführt.
Der Kulturkanal Arte strahlte diese restaurierte Fassung im Deutschen Fernsehen am Montag, den 18. November 2011 um 23.30 Uhr mit Musikbegleitung und deutschen Untertiteln aus.

## DVD-Veröffentlichung
- Gribiche ist enthalten in: David Shepard, Jeffrey Masino (Hrsg.): French Masterworks: Russian Émigrés in Paris 1923-1929. Five Iconic Films Albatros Productions (5-Disc DVD Collection). Flicker Alley, Los Angeles 2013, ISBN 1-893967-65-4. (Restaurierte Fassung, Musik kompiliert von Rodney Sauer, französische Zwischentitel mit optionalen englischen Untertiteln, Region 0)